# ジュエラー
ジュエラー（欧字名:Jeweler、2013年1月17日 - ）は、日本の競走馬、繁殖牝馬。
2016年の桜花賞（GI）優勝馬である。

## 経歴

### デビュー前
バルドウィナは、1998年にフランスで生産された父ピストレブルーの牝馬である。競走馬として、2001年のペネロープ賞（G3）を優勝するなど16戦3勝。引退後は繁殖牝馬となり、イギリスで父テイルオブザキャットの初仔を生産した。2年目には、社台スタリオンステーションからイギリスに出張していたファルブラヴと交配した後、日本に輸入。2006年に北海道千歳市の社台ファームで生産された2番仔は、青山洋一が所有してワンカラットと命名され、藤岡健一厩舎の管理により、26戦5勝。2009年のフィリーズレビュー (JpnII) の他、GIIIを3勝している。
2012年のバルドウィナは、供用初年度となる、GI級3勝のヴィクトワールピサと交配。2013年1月17日、北海道千歳市の社台ファームで鹿毛の牝馬（後のジュエラー）が生産される。仔は、社台ファームでの育成では正岡稔調教厩舎長によれば「全く悪い印象が無い馬でした。」という。2歳1月には「パワー、スタミナ、瞬発力。三拍子揃った馬」と評する報告書が作成されている。仔は、ワンカラットと同じく青山が所有し、藤岡厩舎に入厩、「宝石職人」を由来とする「ジュエラー」と命名された。

### 競走馬時代
2015年11月29日、京都競馬場の新馬戦（芝1800メートル）に秋山真一郎が騎乗し、2番人気でデビュー。中団待機から、直線外に持ち出してすべて差し切り、後方に2馬身半差をつけて初勝利を挙げた。3歳となった2016年、1月10日のシンザン記念（GIII）で重賞初出走。父ヴィクトワールピサを有馬記念、ドバイワールドカップ優勝に導いたミルコ・デムーロに乗り替わり、2番人気であった。スタート直後の不利で控え、最後方に位置。直線では大外から追い込んだが、先に抜け出していた8番人気のロジクライに差し切るには至らず、クビ差の2着となった。

3月5日、桜花賞のトライアル競走であるチューリップ賞（GIII）に、単勝オッズ2.0倍の1番人気で出走。スタートから中団後方に位置。直線では外に持ち出し、2番人気シンハライトと並んで追い上げた。並んですべて差し切った後は、2頭並んで競り合ったまま入線。写真判定により、シンハライトがハナ差先着が認められ、2着。桜花賞の優先出走権を獲得した。
続いて、4月10日の桜花賞（GI）に出走。阪神ジュベナイルフィリーズを優勝し、始動戦のクイーンカップ優勝から臨むメジャーエンブレムが単勝オッズ1.5倍の1番人気、シンハライトが4.9倍の2番人気となり、それに次ぐ5.0倍の3番人気で出走。スタートから後方2番手、馬群の最後方に位置。最終コーナーも後方2番手で通過し、直線では大外に持ち出し追い上げた。前方では、メジャーエンブレムとシンハライトが抜け出して競り合い、シンハライトが制していたが、その後方外からジュエラーが末脚で以て迫った。残り50メートルで並び立ち、2頭が競り合ったまま入線した。チューリップ賞に続いてこの2頭での写真判定が行われ、今度はジュエラーがハナ差、約2センチの先着が認められ、GI優勝を果たした。桜花賞がハナ差で決着したのは、1994年（1着オグリローマン、2着ツィンクルブライド）以来4例目であった。

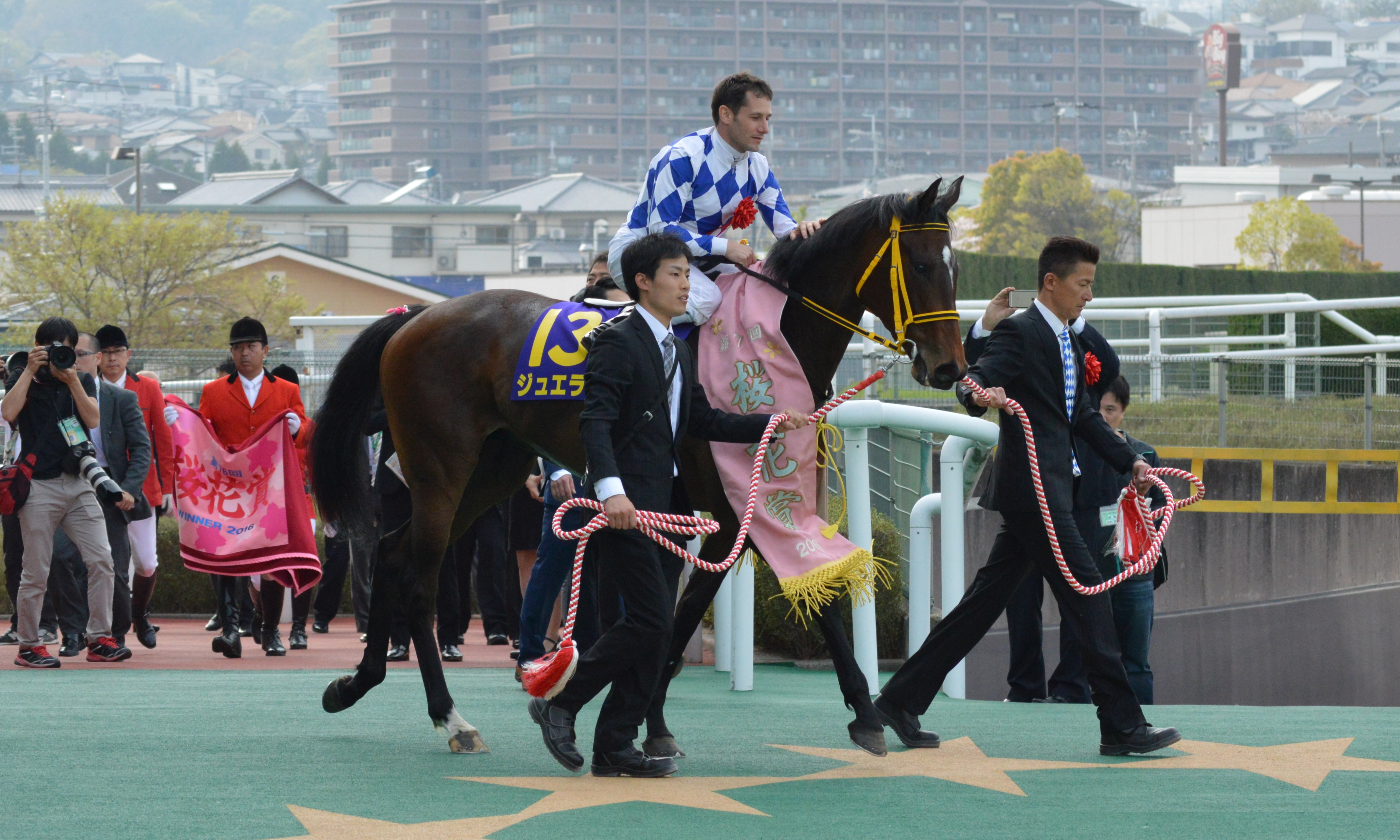
桜花賞の優勝レイ

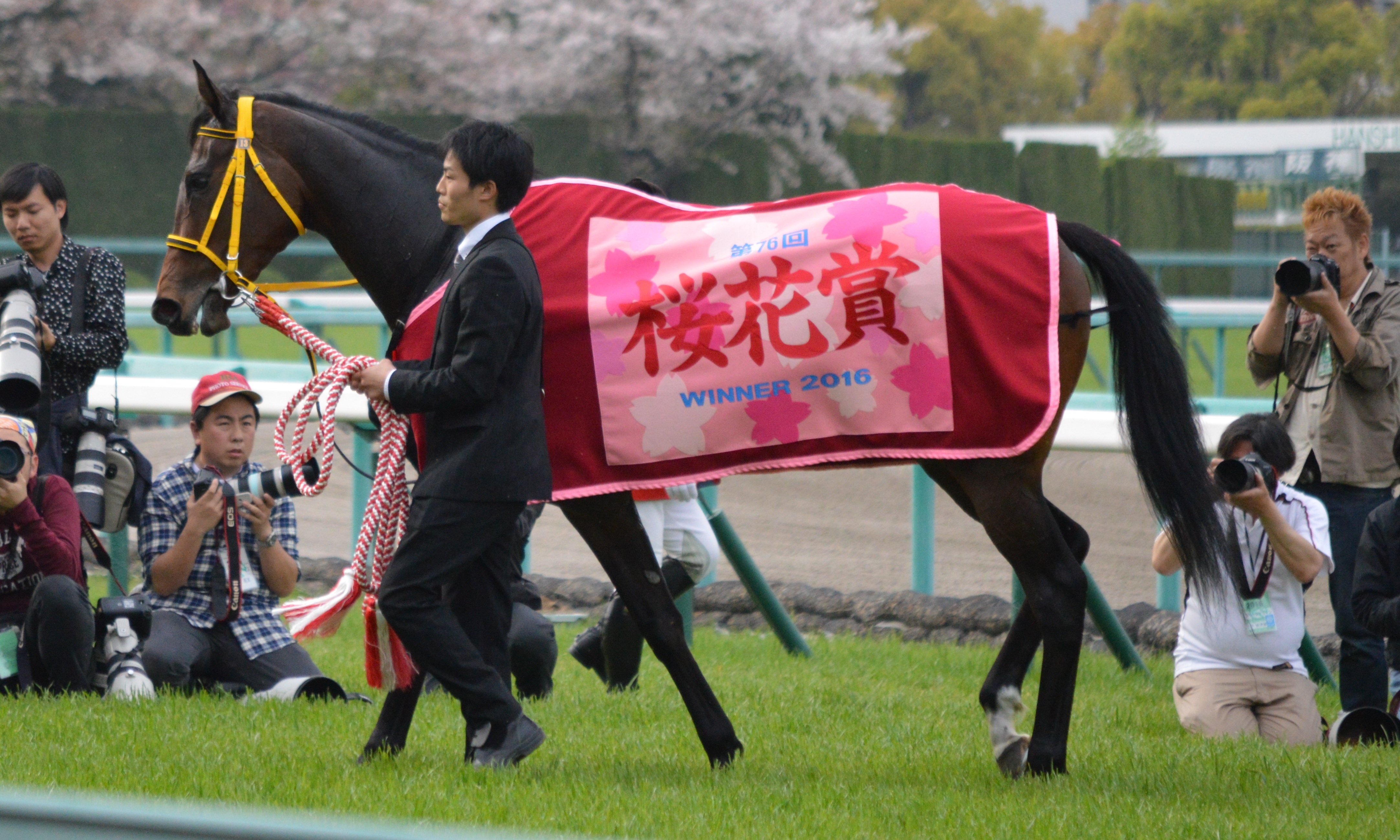
桜花賞の優勝馬服

ヴィクトワールピサ産駒としては、初めて重賞、GIを優勝。デムーロは、父の父ネオユニヴァースに騎乗し、2003年の皐月賞、東京優駿（日本ダービー）を勝利していることから、3代続けてGIに導いた。また青山は、GI優勝を目標に馬主業を始め、これまでの所有馬にはGI2着9回のシーキングザダイヤがいたが、ジュエラーで初めてGIに到達した。青山は桜花賞出走直前に、願掛けのために住吉大社を参拝していたが、そこで幸運を呼ぶとされる蛇が2匹出現したという。その後は、5月22日の優駿牝馬（オークス）を目指したが、5月5日に左前第1指骨の剥離骨折が判明。宮城県の山元トレーニングセンターにて放牧に出され、優駿牝馬には出走できなかった。その後は、骨片除去手術を受けた。
9月18日のローズステークス（GII）で戦線に復帰するも11着。10月16日の秋華賞（GI）では、2番人気に支持された。中団内側に位置したが、最終コーナーで進路確保に手間取り、追い上げたが4着となった。それから、エリザベス女王杯を目指したが、左後肢の筋肉痛により回避。その後も、症状が回復せず年内休養となった。
古馬となった2017年、5月のヴィクトリアマイルを目標としたが、3月2日に放牧先で左後第2指骨骨折が判明。復帰を諦めて競走馬を引退、3月6日付でJRAの競走馬登録を抹消した。

### 繁殖牝馬時代
引退後は社台ファームで繁殖牝馬となる。初年度はエイシンフラッシュを種付けされ、2018年3月10日に初仔の牝馬（ハイジュエラー）が誕生した。2番仔のヴェールランス（父:キタサンブラック）が、2021年10月、中京競馬場の新馬戦で産駒初出走及び初勝利を果たした。

## 競走成績
以下の内容は、netkeiba.com、JBISサーチの情報に基づく。
| 競走日     | 競馬場 | 競走名         | 格   | 距離（馬場）  | 頭 数 | 枠 番 | 馬 番 | オッズ （人気） | 着 順 | タイム （上り3F） | 着差 | 騎手        | 斤量 [kg] | 1着馬（2着馬）       | 馬体重 [kg] |
| ---------- | ------ | -------------- | ---- | ------------- | ----- | ----- | ----- | --------------- | ----- | ----------------- | ---- | ----------- | --------- | -------------------- | ----------- |
| 2015.11.29 | 京都   | 2歳新馬        |      | 芝1800m（良） | 15    | 2     | 3     | 04.1（2人）     | 01着  | 01:48.8 (34.0)    | -0.4 | 0秋山真一郎 | 54        | （アドマイヤキズナ） | 494         |
| 2016.01.10 | 京都   | シンザン記念   | GIII | 芝1600m（良） | 18    | 4     | 7     | 04.1（2人）     | 02着  | 01:34.1 (34.5)    | -0.0 | 0M.デムーロ | 54        | ロジクライ           | 504         |
| 0000.03.05 | 阪神   | チューリップ賞 | GIII | 芝1600m（良） | 16    | 5     | 9     | 02.0（1人）     | 02着  | 01:32.8 (33.0)    | -0.0 | 0M.デムーロ | 54        | シンハライト         | 498         |
| 0000.04.10 | 阪神   | 桜花賞         | GI   | 芝1600m（良） | 18    | 7     | 13    | 05.0（3人）     | 01着  | 01:33.4 (33.0)    | -0.0 | 0M.デムーロ | 55        | （シンハライト）     | 494         |
| 0000.09.18 | 阪神   | ローズS        | GII  | 芝1800m（重） | 15    | 4     | 6     | 03.7（2人）     | 11着  | 01:48.3 (35.8)    | -1.6 | 0M.デムーロ | 54        | シンハライト         | 504         |
| 0000.10.16 | 京都   | 秋華賞         | GI   | 芝2000m（良） | 18    | 1     | 2     | 03.9（2人）     | 04着  | 01:58.8 (33.5)    | -0.2 | 0M.デムーロ | 55        | ヴィブロス           | 502         |

## 繁殖牝馬時代
|       | 馬名               | 誕生年 | 性 | 毛色   | 父                       | 厩舎           | 馬主                   | 戦績            | 主な勝ち鞍 | 出典   |
| ----- | ------------------ | ------ | -- | ------ | ------------------------ | -------------- | ---------------------- | --------------- | ---------- | ------ |
| 初仔  | ハイジュエラー     | 2018年 | 牝 | 鹿毛   | エイシンフラッシュ       | 栗東・藤岡健一 | 青山洋一               | 不出走（死亡）  |            | [ 44 ] |
| 2番仔 | ヴェールランス     | 2019年 | 牡 | 鹿毛   | キタサンブラック         | 栗東・藤岡健一 | （有）社台レースホース | 20戦3勝（現役） |            | [ 45 ] |
| 3番仔 | ジェムラー         | 2020年 | 牡 | 黒鹿毛 | ロードカナロア           | 栗東・藤岡健一 | 青山洋一               | 2戦0勝（抹消）  |            | [ 46 ] |
| 4番仔 | ティールサファイア | 2021年 | 牝 | 鹿毛   | ロードカナロア           | 栗東・杉山晴紀 | （有）社台レースホース | 未出走（繁殖）  |            | [ 47 ] |
| 5番仔 | オプレントジュエル | 2022年 | 牝 | 栗毛   | ブリックスアンドモルタル | 美浦・田村康仁 | （有）社台レースホース | 4戦0勝（現役）  |            | [ 48 ] |
| 6番仔 | ピエスユニーク     | 2023年 | 牝 | 鹿毛   | エピファネイア           | 美浦・手塚貴久 | （有）社台レースホース | （デビュー前）  |            | [ 49 ] |

- 情報は、2025年4月11日現在[50]。

## 血統表
| ジュエラーの血統                               | ジュエラーの血統                                     | ジュエラーの血統     | （血統表の出典）     | （血統表の出典） |
| 父系                                           | サンデーサイレンス系                                 | サンデーサイレンス系 | サンデーサイレンス系 | [ § 2 ]          |
| 父 ヴィクトワールピサ 2007 黒鹿毛 北海道千歳市 | 父の父ネオユニヴァース 2000 鹿毛 北海道千歳市        | *サンデーサイレンス  | Halo                 | Halo             |
| 父 ヴィクトワールピサ 2007 黒鹿毛 北海道千歳市 | 父の父ネオユニヴァース 2000 鹿毛 北海道千歳市        | *サンデーサイレンス  | Wishing Well         |                  |
| 父 ヴィクトワールピサ 2007 黒鹿毛 北海道千歳市 | 父の父ネオユニヴァース 2000 鹿毛 北海道千歳市        | *ポインテッドパス    | Kris                 | Kris             |
| 父 ヴィクトワールピサ 2007 黒鹿毛 北海道千歳市 | 父の父ネオユニヴァース 2000 鹿毛 北海道千歳市        | *ポインテッドパス    | Silken Way           |                  |
| 父 ヴィクトワールピサ 2007 黒鹿毛 北海道千歳市 | 父の母*ホワイトウォーターアフェア 1993 栗毛 イギリス | Machiavellian        | Mr. Prospector       | Mr. Prospector   |
| 父 ヴィクトワールピサ 2007 黒鹿毛 北海道千歳市 | 父の母*ホワイトウォーターアフェア 1993 栗毛 イギリス | Machiavellian        | Coup de Folie        |                  |
| 父 ヴィクトワールピサ 2007 黒鹿毛 北海道千歳市 | 父の母*ホワイトウォーターアフェア 1993 栗毛 イギリス | Much Too Risky       | Bustino              | Bustino          |
| 父 ヴィクトワールピサ 2007 黒鹿毛 北海道千歳市 | 父の母*ホワイトウォーターアフェア 1993 栗毛 イギリス | Much Too Risky       | Short Rations        |                  |
| 母 *バルドウィナ 1998 鹿毛 フランス            | 母の父Pistolet Bleu 1988 鹿毛                        | Top Ville            | High Top             | High Top         |
| 母 *バルドウィナ 1998 鹿毛 フランス            | 母の父Pistolet Bleu 1988 鹿毛                        | Top Ville            | Sega Ville           |                  |
| 母 *バルドウィナ 1998 鹿毛 フランス            | 母の父Pistolet Bleu 1988 鹿毛                        | Pampa Bella          | Armos                | Armos            |
| 母 *バルドウィナ 1998 鹿毛 フランス            | 母の父Pistolet Bleu 1988 鹿毛                        | Pampa Bella          | Kendie               |                  |
| 母 *バルドウィナ 1998 鹿毛 フランス            | 母の母Balioka 1985 鹿毛                              | Tourangeau           | Val de Loir          | Val de Loir      |
| 母 *バルドウィナ 1998 鹿毛 フランス            | 母の母Balioka 1985 鹿毛                              | Tourangeau           | Torbella             |                  |
| 母 *バルドウィナ 1998 鹿毛 フランス            | 母の母Balioka 1985 鹿毛                              | Bangalore            | Cadmus               | Cadmus           |
| 母 *バルドウィナ 1998 鹿毛 フランス            | 母の母Balioka 1985 鹿毛                              | Bangalore            | Balbona              |                  |
| 母系(F-No.)                                    | (FN:1-n)                                             | (FN:1-n)             | (FN:1-n)             | [ § 3 ]          |
| 5代内の近親交配                                | Halo=4×5                                             | Halo=4×5             | Halo=4×5             | [ § 4 ]          |
| 出典                                           | 1. 2. 3. 4.                                          | 1. 2. 3. 4.          | 1. 2. 3. 4.          | 1. 2. 3. 4.      |

- 半姉Baldovina（父Tale Of The Cat）の孫に2023年NHKマイルカップ勝ち馬のシャンパンカラーがいる。
- 半姉サンシャイン（父ハーツクライ）の産駒に2024年福島記念勝ち馬のアラタがいる。